# ホモエリオジクチオール
ホモエリオジクチオール（Homoeriodictyol）とは、イエルバサンタ（Eriodictyon californicum）という植物から抽出された、フラバノンの1種である。この物質は、味覚修飾物質（味覚を狂わせる作用をもった物質）であることが知られている。なお、3`-メトキシ-4`,5,7-トリヒドロキシフラバノンなどとも呼ばれることがあるものの、本稿では以降、ホモエリオジクチオールに統一する。

## 概要
ホモエリオジクチオールは、シムライズ社に所属する科学者によって、アメリカ州に育つイエルバサンタから抽出されて同定された、味覚を修飾する性質を持った4つの物質のうちの1つである。なお、その他の3つは、ホモエリオジクチオールのナトリウム塩、エリオジクチオール、ステルビンである

。
以上4つの物質は、いずれも味覚を一時的に変える作用、具体的には、ヒトに対して苦味遮蔽効果（苦味を感じにくくする作用）を持っている

。
これら4つの物質のうちで最も苦味遮蔽効果が大きいのは、ホモエリオジクチオールのナトリウム塩であり、サリシン、アマロゲンチン、アセトアミノフェン、キニーネの苦味を10%から40%程度軽減する効果が見られた。しかし、リノール酸乳濁液に対する苦味遮蔽効果は見られなかった。それでもシムライズ社の科学者によれば、ホモエリオジクチオールのナトリウム塩は、食品や医薬品への用途が期待できる味覚修飾物質であるという

。

## その他の味覚修飾物質
ホモエリオジクチオールの構造とエリオジクチオールの構造とを比較したことにより、2,4-ジヒドロキシベンゼン酸バニリルアミドにも苦味遮蔽効果が見い出された。0.1g/Lで、このバニリン誘導体は、0.5g/Lのカフェイン水溶液の苦味を30%減らすことができた

。